# Вачагаев, Майрбек Момуевич
Майрбек Момуевич Вачагаев (род. 17 декабря 1965, Автуры, Чечено-Ингушская АССР) — чеченский историк, кандидат исторических наук, политический деятель. Бывший генеральный представитель Ичкерии в России, бывший политзаключённый, бывший пресс-секретарь президента Ичкерии Аслана Масхадова. В настоящее время проживает в Париже (Франция).

## Биография
Родился в 1965 году. Окончил исторический факультет Чечено-Ингушского госуниверситета в 1989 году. В 1989—1992 годах работал в Научно-исследовательском институте гуманитарных наук, занимался изучением истории Кавказской войны XIX в. Одновременно участвовал в неформальном движении, являлся одним из организаторов Грозненского социал-демократического клуба. С 1992 по 1994 годах был аспирантом в Институте российской истории РАН (Москва).
С 1990 года находился в Москве на стажировке в Институте российской истории Российской Академии Наук. С 1991 по 1994 гг. аспирантура при институте Российской истории РАН (г. Москва). В 1995 году защитил диссертацию на соискание учёной степени кандидата исторических наук при Институте Российской истории Российской Академии наук в Москве по теме «Чечня в Кавказской войне (1816—1859 гг.)».
С 1995 года вместе с Асланом Масхадовым, принимал участие в организации предвыборной кампании Масхадова, был первым заместителем Председателя избирательного штаба Аслана Масхадова. В апреле и мае 1997 года возглавлял избирательный штаб кандидата на пост мэра города Грозного Турпал-Али Атгериева. В феврале 1998 года, после вступления в должность Аслана Масхадова, исполнял обязанности пресс-секретаря президента Ичкерии.
В августе 1997 года участвовал в организации общественно-политического движения «Чеченское исламское государство» (чечен. Нохчий исламан пачхалкх), НИП, стал заместителем председателя НИП председателем движения был на тот момент Турпал-Али Атгериев.
С января 1998 года стал пресс-секретарем президента Ичкерии, первым помощник президента Ичкерии, и руководителем аналитического центра при Президенте Чеченской республики Ичкерия. В декабре 1998 года был одним из организаторов митинга сторонников Аслана Масхадова, который проходил в городе Грозном, где участники потребовали усилить борьбу против преступников и неконтролируемых вооружённых формирований на территории Чечни. Считался доверенным лицом президента и одним из влиятельных членов команды бригадного генерала Турпал-Али Атгериева. С июня 1999 года числился Генеральным Представителем ЧРИ в РФ.
В октябре 1999 года он был задержан по подозрению незаконного хранения оружия в Москве и помещён в тюремную камеру в Бутырке. Организация «Мемориал» и Amnesty International признали М. Вачагаева политическим заключённым. В июле 2000 года его приговорили к трём годам тюрьмы, но из-за амнистии по поводу празднования 55 летия победы над фашизмом амнистировали.
С июля 2000 года Майрбек Вачагаев числился в эмиграции. В 2002 году он отказался от политической деятельности и сконцентрировался на научных изысканиях. С 2005 по 2016 гг был аналитиком американского The Jamestown Foudation. В 2007 году получил гражданство Франции. Выпустил работы по истории Чечни, по истории ислама и по ситуации на Северном Кавказе. С 2012 года стал соредактором историко-политического журнала Caucasus Survey (издательство BRILL), редактор интернет журнала Prometheus (Париж, Франция). С 2011 года Президент центра кавказских исследований. Автор подкаста «Хроника Кавказа с Вачагаевым» на Радио «Свобода».
Майрбек Вачагаев передал в архивное управление города Грозного десятки тысяч документов по истории Кавказа. Ранее неизвестные переданные документы имеют огромную ценность, которые сообщают подробности о событиях 1917—1921 годов на Северном Кавказе. При этом у Вачагаева было только одно условие — чтобы документы были доступны любому исследователю.
1 сентября 2023 года Министерством юстиции России внесён в список физических лиц — «иностранных агентов».
В одном из интервью Вачагаев отметил, что Кадыров вряд ли был заинтересован в убийстве Бориса Немцова.